# 土井利隆
土井 利隆（どい としたか）は、下総古河藩の第2代藩主。江戸幕府の若年寄。土井家宗家2代。

## 生涯
元和5年（1619年）、下総佐倉藩主（後の古河藩初代藩主）・土井利勝の長男として江戸で生まれる。
寛永7年（1630年）12月6日に従五位下・遠江守に叙位・任官する。父利勝が江戸幕府の老中として幕閣の中でも実力者であったことから、後押しを受けて寛永12年（1635年）10月29日に酒井忠朝と共に小姓組番頭に任じられ、後には太田資宗・阿部重次・三浦正次らと共に若年寄にまで列せられた。だが、寛永15年（1638年）11月5日に利勝と酒井忠勝（忠朝の父）が名誉職である大老に就任すると、忠朝と共に若年寄を罷免された。
寛永21年（1644年）に父・利勝が死去したため家督を継ぐ。このとき、弟の利長と利房に1万石ずつ、同じく弟の利直に5000石をそれぞれ分与したため、古河藩は16万石から13万5000石となった。正保3年（1646年）には父の冥福のために正定寺に鐘を寄進建立している（この鐘は、昭和期まで古河地方の時刻を知らせたり、非常時の早鐘に使われるなど地元から大いに慕われたが、第二次世界大戦による徴集で消失した）。
しかし、親の庇護下で坊ちゃん的に育ったためか、父・利勝には遠く及ばず無能・暗愚だった。特に素行はかなり悪く、家老・大野仁兵衛が諫言するも一向に改まらなかった。それどころか、利隆は大野の江戸家老職を罷免して国許で隠居させようとし、大野も逆に反対派を結成して主君・利隆に隠居を迫り、激しい政争の末に大野が諫死する事態となった。この一連の騒動は一族・重臣からも反発が強まり、慶安4年（1651年）に病気を理由に（実際は不行跡）にほぼ強制的に原御屋敷に移されて、名代となった分家の弟・利直へ藩政の実権の譲渡を余儀なくされた。万治元年（1658年）9月7日には、家督を長男の利重に譲り隠居した。晩年は、子の利重や利久らが早世し、土井氏が無嗣断絶の危機に立たされるなどの不幸にも遭っている。
貞享2年（1685年）2月28日に死去。享年67。

## 系譜
父母
- 土井利勝（父）
- 栄福院 - 駒井氏、側室（母）

正室
- 亀 - 松平信綱の娘

側室
- 清光院
- 中川氏
- 円光院

子女
- 土井利重（長男） 生母は清光院
- 土井利益（次男） 生母は中川氏
- 土井利久（三男） 生母は円光院
- 土井利珍（四男）
- 山口重貞室
- 柴田勝門継室
- 金森近供正室
- 土井利之室
- 光曜院 - 織田秀親正室
- 土井利意正室